# Старотиньгешское сельское поселение
Старотиньге́шское се́льское поселе́ние (чув. Кивĕ Тинкеш ял тăрăхĕ) — муниципальное образование в Ядринском районе Чувашии Российской Федерации.
Административный центр — деревня Старые Тиньгеши.

## История
Статус и границы сельского поселения установлены Законом Чувашской Республики от 24 ноября 2004 года № 37 «Об установлении границ муниципальных образований Чувашской Республики и наделении их статусом городского, сельского поселения, муниципального района и городского округа».

## Население
| 2010 | 2012 | 2013 | 2014 | 2015 | 2016 | 2017 |
| ---- | ---- | ---- | ---- | ---- | ---- | ---- |
| 962  | →962 | ↘913 | ↘865 | ↘843 | ↗849 | ↘820 |
| 2018 | 2019 | 2020 | 2021 |      |      |      |
| ↘804 | ↘769 | ↘738 | ↘728 |      |      |      |

## Состав сельского поселения
| №  | Населённый пункт | Тип населённого пункта          | Население |
| -- | ---------------- | ------------------------------- | --------- |
| 1  | Багиши           | выселок                         | ↗71       |
| 2  | Большие Багиши   | деревня                         | ↗144      |
| 3  | Ванькино         | деревня                         | ↗103      |
| 4  | Качикасы         | деревня                         | ↗84       |
| 5  | Кумаккасы        | деревня                         | →96       |
| 6  | Малые Ямаши      | деревня                         | ↗97       |
| 7  | Новые Тиньгеши   | деревня                         | ↗142      |
| 8  | Сехры            | деревня                         | ↗123      |
| 9  | Старые Тиньгеши  | деревня, административный центр | ↗143      |
| 10 | Юманай           | деревня                         | ↗112      |